# 细基江蓠
细基江蓠（学名：Gracilaria tenuistipitata），江蓠科江蓠属的一种红藻，分布于太平洋西部沿岸海域。2007年12月12日，中华人民共和国农业部发布《国家重点保护经济水生动植物资源名录》的第一批，包括本物種。

## 形态特征
细基江蓠藻体长20～30厘米，线性或圆柱状，基部较细，长有一个盘状固着器。分枝简单，1～3次，互生或偏生。新鲜时肉红色，质地脆而易断。

## 习性
细基江蓠主要生长在有淡水流入的内湾泥沙滩上，附生在沙粒和各种贝壳上。

## 变种
- 细基江蓠繁枝变种：Gracilaria tenuistipitata var. liui Zhang et Xia

## 经济价值
细基江蓠是一种重要的经济藻类，是提取琼胶的重要原料。